# 皇国の守護者
『皇国の守護者』（こうこくのしゅごしゃ、IMPERIAL GUARDS）は、佐藤大輔による、架空世界を舞台とする戦記小説である。伊藤悠によって漫画化されている。
1998年に第1巻が刊行された。2005年刊行の第9巻以降執筆が途絶えていたが、作者の佐藤が2017年3月22日に死去したため、本作は未完となった。また、漫画版は2018年3月には佐藤の生前の意向により絶版となり、電子書籍化の予定もない。

## 概要
人と龍が共存する世界で、小さいながらも貿易によって繁栄していた〈皇国〉と、その貿易赤字を解消するために海の彼方から侵略してきた〈帝国〉との戦争、それをきっかけとして激化する〈皇国〉内部の権力闘争を描く。
多くの佐藤大輔作品と同様に、プロローグは本編の数十年後の場面であるが、その頃には〈帝国〉との戦争は過去のものとなり、主人公の新城も一部の者以外からは忘れられ始めているらしい。
表紙イラストは1巻から7巻は塩山紀生、8巻（巻中イラストも）は平野耕太、9巻は獅子猿がそれぞれ描いている。

## 各巻サブタイトル
1. 反逆の戦場（Nowhere Fast）［ISBN 4-12-500525-7］（表紙 塩山紀生）
2. 勝利なき名誉（Glory without Victory）［ISBN 4-12-500537-0］（表紙 塩山紀生）
3. 灰になっても（Not of Another Ashes）［ISBN 4-12-500542-7］（表紙 塩山紀生）
4. 壙穴【はかあな】の城塞（Princess's own LOVERS）［ISBN 4-12-500631-8］（表紙 塩山紀生）
5. 英雄たるの代価（Fair is Foul）［ISBN 4-12-500676-8］（表紙 塩山紀生）
6. 逆賊死すべし（General's Winter）［ISBN 4-12-500700-4］（表紙 塩山紀生）
7. 愛国者どもの宴（Patriot's Fantasy）［ISBN 4-12-500725-X］（表紙 塩山紀生）
8. 楽園の凶器（The Soldiers of Heaven）［ISBN 4-12-500802-7］（表紙 平野耕太）
9. 皇旗はためくもとで（Bloody Harvest）［ISBN 4-12-500875-2］（表紙 獅子猿）

初版は中央公論新社のC★NOVELSファンタジアから刊行、現在は中公文庫から刊行されている。ただし、新刊の表紙は統一したデザインとなっている。また、中公文庫での再版時およびC★NOVELS創刊25周年アンソロジー『C★N25』刊行時に、本編の作中に起きたエピソード、前日談、未来の時代の歴史を描いた『皇国の守護者外伝』が収録された。

### 外伝タイトル
- 猫たちの戦野（『Ｃ★Ｎ25』所収）
- 観光資源（1巻所収）
- 職業倫理（3巻所収）
- 新城支隊（4巻所収）
- 島嶼防衛（5巻所収）
- お祖母ちゃんは歴史家じゃない（6巻所収）
- 新城直衛最初の戦闘（7巻所収）
- 我らに天佑なし（8巻所収）
- 猫のいない海（9巻所収）

## キャラクター
階級などは基本的に初登場時のものを記す。

### 皇国

#### 駒城家
新城直衛（しんじょう なおえ）
本作の主人公。〈帝国〉来寇時点で陸軍中尉。第一一大隊第二中隊所属、兵站幕僚。
〈帝国〉来寇以前の来歴は、生まれを東洲としているが、東洲の乱で戦災孤児となり物心つく頃には浮浪児となっていた。そのため両親の記憶がなく、出自もわずかに自らの名前を「なおえ」と覚えているのみで定かではなく、同じ戦災孤児の蓮乃と剣牙虎の二人と一頭で東洲を彷徨っていた。その後、行軍中であった駒城親子に拾われて駒城家の育預（はぐくみ。相続権を持たない養子のようなもの）として育てられる。15歳で新しく一家を立て新城の姓を与えられると同時に、特志幼年学校へ入学した。卒業後は銃兵に野戦将校として配属され、国内で反乱や匪賊の討伐で軍歴を重ねる。しかし性格が災いして隊から浮き、義兄の計らいにより新設の剣虎兵学校へ愛猫を伴い教官として赴任する。剣虎兵学校からの転任後、〈陸軍独立捜索剣虎兵第一一大隊〉第二中隊に中隊本部付幕僚の中隊兵站将校として配属される。
〈帝国〉来寇後、北領を転戦したのち中隊長の戦死により中隊を預かり、また大隊長の戦死により生き残った最先任将校として11大隊を掌握した。のちに野戦昇進で大尉に昇進し正式に大隊長に就任する。北領鎮台主力の脱出まで後衛戦闘に勤め最後は捕虜となる。内地帰還後、北領での戦功により少佐まで昇進し、同時に水軍名誉少佐も任官する。その後、陸軍から近衛総軍に転属、新編の〈近衛衆兵独立鉄虎第五〇一大隊〉を任され大隊の編成と錬成をする。龍口湾戦が勃発すると命を受け錬成途上ながら部隊を率い参戦する。龍洲戦では、近衛第五旅団の美倉准将を説得して夜間浸透奇襲を敢行するも敵本営を目の前にして敗退する。龍州戦線崩壊後、各地の落伍兵や遺棄兵器を収容しながら遅滞戦闘を行い、〈帝国〉の追撃部隊を撃退しながら後退する。後退中に六芒郭での遅滞命令を受け、「六芒郭臨時防備部隊司令」を拝命する。指揮下の部隊を〈新城支隊〉とする。六芒郭戦では帝国軍の行動を2か月以上遅滞させ、これにより龍口湾戦で敗走した皇国軍は追撃を躱し防衛線の引き直しに成功した。さらに六芒郭から脱出した際には帝国軍本営を強襲して敵総司令官・東方辺境領姫ユーリアを拉致する。虎城防衛戦では病に倒れた保胤に代わって駒洲軍の司令官代理となり、統制の混乱から危機に陥りかけた戦線を立て直した。保胤が軍務に復帰してからは指揮権を返上する。保胤から駒洲軍の予備隊を集成した臨時部隊〈別動新城戦隊〉を預かり、最終的に虎城防衛戦を勝利に導く。本来、直衛は虎城を公用で訪れただけであり、虎城防衛戦での活躍が政治問題へ発展することを憂慮した結果、公式には"なにもしていない"とされた。皇都帰還後、中佐へ昇進する。新編された〈近衛嚮導聯隊〉を任される。
背丈はさほど高くもなく、正直なところ凶相に近い容貌の持ち主である。〈帝国〉軍からは「猛獣使い」と恐れられ、〈皇国〉衆民からは英雄視され、一部将家からは既得権益を脅かす存在として警戒される。性格はかなりの難物で、鷹揚にして小人物、偽善者であり同時に偽悪者、傲慢でありながら小心で卑屈…等と、非常に屈折した面を持つ。また、性行為の際に相手の首を絞めたがるという極端な性癖あり、その複雑怪奇極まりない人間性ゆえに身近な人間や部下上官でも好悪が別れ、他人、特に女性から嫌われる事も多い。また、独特の理念により、上官に嫌われやすいが、部下となる下士官兵からは慕われやすい。
「猛獣使い」と恐れられるとおり剣牙虎の扱いに長けていて、剣虎兵学校の教官を務めていた経験もある。東洲を彷徨っていた頃、彼の前に現れた野良剣牙虎を一瞬のうちに手懐けているなど、生来の猛獣使いである。特に愛猫の千早には自身も全幅の信頼をよせている。幼い頃から乱読家で、年相応の子が読む絵本から篤胤の書斎の古い治水の教書、卑猥小説まで読む（これは保胤が貸したもの）。女遊び以外の遊びは全て篤胤に仕込まれる。その女遊びも保胤があてがった女によって覚える。馬術は苦手で、騎兵の名門の駒城家の育ちながら最後まで不格好なままだった。野戦指揮官としてはもちろんのこと、保胤に代わって司令官代理を勤めた際は指揮官として崩れかけた戦略を正し、駒洲軍を勝利に導くなどと戦術・作戦・戦略のすべての面で確かな能力を持つ。戦闘指揮のみならず、個人としての戦闘能力も高く、乱戦の中で、射撃、銃剣術（銃床での打突も多用）、さらに鋭剣での剣術を振るい、自ら多数の敵を倒している。また、自身を狙った複数の暗殺者を鋭剣と拳銃を使用して返り討ちにもしている。
凶相と言われる事が多いが、立ち居振る舞いは駒城家に育てられただけあって作法に適うものであり、〈帝国〉軍の給仕役に「帝国の貴族どもより偉そう」だと感じさせた程。また、経済観念が発達している面がある一方で吝嗇に通じる態度をひどく嫌い、誰かに何かを買い与える必要がある時には一般的な限度を超える態度を示し、使える限りの金子を投じても平然としている。実際六芒郭で大隊に何千着もの夏服を調達したり、冴香が新城の下にやってきた際には嫁入り道具を3組買い揃えられるだけの支度金を与えており、これは個人副官に対して異例或いは異常とも言える額であった。
千早（ちはや）
直衛の愛猫たる雌の剣牙虎。千早の母猫は東洲で孤児となった幼い直衛が手懐けたもので、直衛と共に駒城親子に拾われたもので、千早は直衛の特志幼年学校入学の少し前に生まれた様子である。剣牙虎としてはかなりの美形（美声？）らしいが、気難しく獰猛な一面もあり、つがいとして宛てがわれた雄の剣牙虎と血みどろの喧嘩をしたことがある。戦場では直衛に同行し、特に白兵戦では猛獣として本領発揮の戦いをしながらも彼の背中を守るように戦う。かつては直衛と寝起きを共にしていたが、冴香が個人副官としてやって来た際、「たとえ猫でも自分の情事を見られたくない」ということで直衛の隣の部屋を与えられたが、夜な夜な施錠された部屋の扉を破壊して直衛の部屋の扉を引っ掻き怒られる。その後、部屋の扉を毎夜毎夜破壊されては外聞が悪いからと、特大の猫扉を設置される。直衛と廊下で対峙していた定康の刺客をその扉から出て奇襲、瞬殺している。血に飢えた野獣な一面があり、皇都内乱の皇宮突入の際、血に酔い過ぎ直衛を見失う。母猫と同じで息が臭い。
千早の母猫（ちはやのははねこ）
東洲内乱で東洲を彷徨っていた直衛と蓮乃の前に現れた剣牙虎。鼻梁に一文字の傷がある。首輪をつけていたことや躾けられた様子から、野生ではなくどこかの屋敷から逃げ出したものと考えられる。千早出産後の登場が一切ないことから、その際に死亡したと思われる。
蓮乃（はすの）
直衛の義姉であり幼馴染。直衛にとって、生涯唯一の崇拝・畏敬・愛情の対象。東洲内乱で孤児となり、その際同じく孤児となった直衛と出会う。直衛よりも年嵩であり、彼と違ってある程度は両親の記憶がある。幼い直衛と共に生活していたところを駒城親子に拾われ駒城家の育預として育てられる。駒城家での生活の中で直衛の異常性に気が付き、一時期距離を取るようになり彼のことで保胤と相談していくうちに仲を深め、のちに保胤の愛妾（事実上の正妻）となる。一方で直衛から離れ、目を放したことに後悔もしている。ある時、保胤が数日間にわたって家を空けていた際に直衛の部屋へ忍び込み驚かせようという悪戯をしたが、結果として、軍役明けで禁欲状態だった直衛にレイプされる。直衛を弟としてではなく女として愛してしまう自分を嫌悪し、特に戦乱が始まってからは直衛に辛く当たり後悔することも多い。皇都内乱終結の直前、俊兼に、駒城屋敷の人間共々殺害されてしまう。プロローグの麗子の手紙によれば、「歴史上の人物になった」とのこと。
駒城麗子（くしろれいこ）
保胤と蓮乃の娘。敬称は“初姫”。なぜか直衛や千早に非常に懐き、生来剣牙虎の扱いに長ける面を見せる。ただし彼女の乳母はそれに反比例して大の剣牙虎嫌いである。「皇都政戦」の折に羽鳥守人と駒城篤胤の発案によって直衛の許婚となる（これを聞いた蓮乃は激しく怒り、実仁の従兵は「幼女まで手を出すのか」と嘲りその場で厳罰される）。本人はしっかりこれを理解して受け止めている。プロローグ（第1巻）は本編の60年後、新城の未亡人となった彼女が娘婿・牧嶋光信に宛てた書状の形を取っている。
駒城保胤（くしろ やすたね）
直衛の義兄にして蓮乃の主人。駒城家次期当主にして陸軍中将。東洲内乱当時は少尉候補生だったが、行軍時に蓮乃と直衛を見つけて連れ帰ることとなる。義に厚く仁に深い性格をしており、蓮乃を直衛から結果的に奪ってしまった事を気に病みながらも、直衛を厚く信頼し、また政争に利用している。数少ない直衛の理解者の一人であり彼の人事ではたびたび介入している。
実仁親王とは兵学校時代からの友人である。
駒城篤胤（くしろ あつたね）
直衛と蓮乃の義父にして保胤の実父であり、駒城家現当主。表に出ることは少なく半隠居状態。東洲内乱当時は陸軍大将。老齢ながら政治に強く、直衛を政変から守ろうと画策する。直衛が軍に嫌われながらも軍から放逐されなかったのはこの老人のお陰であると言っても過言ではないが、直衛が駒城の者でなかったら真っ先に排除していたらしい。直衛が篤胤の政敵を排除するため自らを犠牲にした案を相談された際は一考もせずに却下している。
彼に楽しんで読む本の読み方を伝授(？)したのは直衛である。
天霧冴香（あまぎり さえか）
直衛の個人副官。直衛が近衛少佐になった時に、実仁親王の配慮により配属された。ちなみに実仁親王の副官・清香の弟（いもうと）に当たる。男性の凛々しさと女性の美しさを完璧に兼ね備えた両性具有者、彼女（彼）は、その中でも格別美しい。鋭剣（おそらくは眞柴流剣芸）の達人で、撃剣の達人である後述のユーリアと対等に渡り合う。直衛を心より愛する者の一人だが、愛情の深さに比例した嫉妬深い一面も見せる。着任時は中尉相当官であったが、直衛の中佐昇進に合わせて大尉相当官へ昇進している。プロローグの麗子の手紙によれば、「歴史上の人物になった」とのこと。
人物評価にかなりの才能があり、直衛に「君には軍を任せたいくらいだ」と言われる。女性にかなり人気がある。
瀬川権之助（せがわけんのすけ）
新城家家令。駒城篤胤の元従兵で直衛とは元服以来の付き合い。直衛が駒城家から渡される賄金全てを預かりその運用を任されており、運用して設けた金の3割を好きに使って良いとされている。直衛とは主従関係でしかないが、その実際面にはどこか親子のようなところがあった。
皇都内乱時に駒城家下屋敷になだれ込んだ背洲兵に対して、毅然と立ち向かった。その後現われた佐脇俊兼から蓮乃と麗子を守るため、真正面から向かい合い、全身に無数の深手を負い亡くなった。
牧嶋光信（まきしまみつのぶ）
真美子の婿。麗子と初めて会った時は、千早にすり寄られて冷や汗を流す少尉候補生だった。直衛の戦いに貢献し、後に皇国龍軍龍兵中将に昇進する。
牧嶋真美子（まきしままみこ）
直衛と駒城麗子の娘。
牧嶋保和（まきしまやすかず）
真美子と牧嶋光信の子。直衛の孫に当たる。

#### 近衛
猪口（いのくち）
〈帝国〉軍来寇時の階級は曹長で後に大隊特務曹長、聯隊特務曹長と歴任する。新城との付き合いは古く、特志幼年学校の生徒だった頃に助教として彼を鍛えた。新城の性格を熟知しており、新城と共に近衛に転任してからは最先任下士官として隊をまとめる。なお、〈陸軍独立捜索剣虎兵第11大隊〉の北領の生き残りは全て下士官に昇進して〈近衛衆兵独立鉄虎第501大隊〉に転属している。絶対的な距離感と方位があり、頭の中に測量器具一式があると言われる。
羽鳥守人（はとり もりと）
新城の特志幼年学校での同期生。現在は皇室魔導院（〈皇国〉内外を対象とする（五将家の影響を受けない）諜報機関）の勅任特務魔導官（エージェント）。その風貌はどこかの私学校の教師のような風貌。自宅の殆どを書で埋め尽くす程の書痴でもある。卵料理と高級酒（特にアスローン産）に目がない。皇都内乱時に新城の下で〈近衛嚮導聯隊〉情報幕僚として軍属へ復帰することとなる。階級は大尉。
古賀亮（こが りょう）
新城の特志幼年学校での同期生。皇室史学寮研究員であったが、皇都内乱時に新城の下で〈近衛嚮導聯隊〉戦務幕僚として軍属へ復帰する。階級は大尉。皇都内乱に際し、「龍兵挺身降下作戦」立案・具申した功により少佐に昇進予定。
槇氏政（まき うじまさ）
新城の特志幼年学校での同期生。大周屋という問屋の跡取り息子であったが、皇都内乱時に新城の下で〈近衛嚮導聯隊〉兵站幕僚として軍属へ復帰する。階級は大尉。
樋高惣六（ひだか そうろく）
新城の特志幼年学校での同期生。嘗ては敵情把握の能力に秀でた将校で、後に後備となり親戚筋にあたる料亭の入り婿になる予定だったが、とある事情があって新城の手引きにより新城の下で軍に復帰し、狂気とも思える程の戦闘意欲に充ちた野戦将校となる。皇都内乱時〈近衛嚮導聯隊〉臨編の集成捜索中隊中隊長。階級は大尉。
坂東一之丞（ばんどう いちのじょう）
天龍。北領で〈帝国〉軍から攻撃を受けて負傷し、新城に助けられる（なお、攻撃をした〈帝国〉軍兵士は処刑されている）。後に観戦武官として新城の部隊と行動を共にし、〈近衛嚮導聯隊〉が成立してからはその導術幕僚を務める。龍族の貴族を多く生む龍塞の山中出身で前龍族統領の次男。兄は〈皇国〉の利益代表（〈皇国〉と龍族とのパイプ役）。他の龍族と同じく、人間よりも強い導術を行使し、下位種である翼龍や水龍を使役する事が出来るが〈皇国〉種と〈帝国〉種の翼龍で差別をし、いわゆる龍種差別の気がある。プロローグの麗子の手紙によれば、義理堅く月に一度は麗子のもとに訪れ、彼女の幼少期の話を持ち出したがるとのこと。
藤森弥之介（ふじもり やのすけ）
近衛衆兵第501大隊長となった新城の首席幕僚（当時大尉）。短矩の筋肉太りをした外容で、野犬のような眼つきと知識の光を同時に持つ有能な軍人（これといった経歴は無いが匪賊討伐などの戦いで一人の部下も死なせたことが無い）。いつも帳面を手元に持ち、大隊管理を主に担う。行進が非常に苦手（走る事も苦手）。新城が近衛に転属した後、少佐に昇進し、後任として第501大隊の隊長に就任する。「戦争好き」という新城の性格を毛嫌いし、隊長就任後は新城へ反目した態度を一貫して取るが、それでも新城の示した「近衛」という立場に対して従順する姿を見せる。
丸枝敬一郎（まるえだ けいいちろう）
陸軍中尉。六芒郭攻防戦で新城の配下となり戦闘配食を担当する。軍人としての才能が皆無に近い彼は、部下達と共に飯を配り続ける事しか出来なかったが、まさにその勇敢な行為（本人に自覚はない）によって部下達の敬意を得る。後にその働きによって新城の申請した「野戦銃兵勲章」（兵科に問わず前線で勇敢な活躍をした者に送られる勲章。恩給こそ無いが大変名誉な勲章）でさらにそれが強まる。ほとんど上昇志向を持たぬ男だったが、新城の副官である冴香に一目惚れし、将来は冴香のような副官を持ちたいというただその為だけに密かに出世を望む。その目的のためであれば、普段の本人からは想像も出来ないほどの果敢で非情な行動をとる。

#### 陸軍
西田
独立捜索剣虎兵第11大隊第2中隊の小隊長（少尉）で新城の特志幼年学校での後輩。天狼会戦の直後中隊を逃がすための足止め戦闘を行い戦死した。彼の相棒である剣牙虎“隕鉄”は千早とも仲が良かった。
漆原（第1小隊長）、兵藤（尖兵小隊長）、妹尾（第3中隊所属）
独立捜索剣虎兵第11大隊の将校（少尉）たち。北嶺小苗橋・上苗橋で行われた遅滞戦闘では新城に従って最後まで戦い戦死した。
益満敦紀（ますみつ あつのり）
駒城家譜代の重臣。陸軍少将、駒洲軍参謀長。東洲内乱当時は大尉。少年時代の新城に乗馬を教え、得体のしれなさと共に、その気概の強さを感じる。後に新城が幼年学校に入学する際、駒城重臣の中で唯一反対しなかった。虎城防衛戦において、病に倒れた保胤の代役を任された新城を強く助けた。
佐脇俊兼（さわき としかね）
駒城家の家臣である佐脇家の長男、陸軍大尉。新城と同い年で、幼い頃から互いに悪意を抱いていた。決して無能な将校ではないが、次々に軍功を重ねる新城に対する嫉妬心と対抗心があまりに強過ぎて思考が硬直し、その結果戦場で軍功を挙げる事ができずにいる。守原派に取り込まれた後、〈近衛衆兵独立鉄虎第501大隊〉を任された新城に対抗するため、かつて新城が北領で率いた〈陸軍独立捜索剣虎兵第11大隊〉を任される（この奇手に新城は「北領で戦った第11大隊の者達の思いを踏みにじった」と激しく怒り、対抗策として第11大隊の生き残りを全て下士官（―としての素質を問わず―）に昇進させて自分の第501大隊に転属させている）。虎城防衛戦にて新城が変更した防衛計画と新城に対する対抗心で撤退の時を誤り（この判断を、新城は「あの時（北領撤退戦）は、後が無かったから撤退しなかった。この場合部隊が壊滅する前に撤退するべきだった」と述べている）、第11大隊を全滅させ、その時に新城の真意に気付き殺害を企てるもその場で捕縛、そのまま皇都の実家にて座敷牢に囚われる。度重なる「治療」の名を借りた折檻を受けた結果、本当に狂を発し新城や蓮乃に殺意を抱くようになる。やがて内乱に乗じて座敷牢を脱出し、自分の親族や元婚約者、そして蓮乃を惨殺する。その後捕縛された際、蓮乃の死に様を嘲るように告げたことで、心を憎悪で塗りつぶされた新城によって鼻や耳を削ぎ落とされ、手足の肉を抉り取られ、下顎を切除されるなど、生きながら身体中を極限まで壊されるという残酷な復讐を受けて再起不能にさせられた後、その日の内に何者かの手により殺される。

#### 水軍
笹嶋定信（ささじま さだのぶ）
水軍将校。北領撤退戦では中佐、転進支援隊司令。北領撤退戦時、新城に〈帝国〉軍の足止めを要請した事が縁となり、以後彼と深く係る事となる。実直で裏表の無い性格をしており、新城の本質を少なからず理解している。回船問屋を営む兄、妻と二人の幼い子供がいる。

#### 皇家
正仁（帝）（まさひと）
今上皇主。皇主としての手管に長けるも、優しすぎると評判。皇都とその住民の精密な模型を作るのが趣味。なお、篤胤が世話役を勤めていた模様。
実仁親王（さねひと しんのう）
原作1巻では皇主の次男、後の巻では弟とされている。北領では准将で近衛衆兵第五旅団を率いる。北領撤退後、中将に昇進。その後前線勤務を希望するが却下される（その理由は皇族が戦闘に参加するだけでも勲章もので、これ以上彼に力を付けさせないため）。保胤の特志幼年学校での同期生で、皇族らしからぬ軍人向きの人物。北領撤退戦において新城から受けた恩義を忘れず、その後の新城の強力な後ろ盾となって〈近衛衆兵聯隊〉設立を助ける。しかし、その心は皇主の存続を第一に置いているため、新城の行動を快く思わない事もある。皇都内乱を皇家の復権の機会と考え、新城をそのための道具と考えていたが、新城の奇策、「龍兵挺身降下作戦」による皇宮突入でその目論見は頓挫。皇都内乱終結後、曲りなりでも衆民出身の新城が内乱を終結させたことで将家が支配する時代の終わりと、新たな時代の始まりを予感する。清香の発言から性行為などは、ほとんどしない模様（男色家ではない）。
天霧清香（あまぎり きよか）
実仁の個人副官。冴香の兄（あね）。両性具有者。実仁から受けたある命令がきっかけで、新城に想いを寄せるようになる。実仁は彼女を女（男）として使わない模様。

#### 守原家
守原長康（もりはら ながやす）
守原家現当主（療養中）。芸事が好きで、病魔に冒された後も芝居見物を止めなかったほどである。英康・定康の叛乱を感じてか、草浪へ色々なアドバイスを施す。皇都内乱終結直前に病気により死亡。
守原英康（もりはら ひでやす）
長康の弟で当主代行、陸軍大将。〈帝国〉軍来寇時、北領鎮台司令長官。定康の本当の父（不義による）でもある。非常に貴族的な思想の持ち主で、北領撤退による恥辱を駒城（新城）にかかされたと思い、定康・草浪と共に皇都内乱を企てるが、内乱終結直前に草浪の手によって射殺される。
守原定康（もりはら さだやす）
長康の長男、陸軍少将。自身が英康の不義の子という事を知っており、かなり屈折した性格を持つ。北領撤退時には余り将としての片鱗は無かったが、内乱時に頭角をあらわして草浪を苦悩させた。内乱後軟禁される。
宵待松実（よいまち まつみ）
定康の個人副官。両性具有者。
草浪道鉦（くさなみ みちかね）
守原家の家臣、陸軍中佐。小さいながらも将家の長。守原長康への忠義と〈皇国〉軍人としての義務、また守原家（長康）への義理の狭間で苦悩する有能な軍人。守原家の陪臣としながらも長康に可愛がれ、重用されるが、妻の明野が英康の妾だったという過去を持ち、皇都内乱のシナリオを組み立てながらも英康への忠義には欠くという難しい立場に立っていた。新城の実力を認めその能力に期待しつつ、同時に危険な人物であると認識している。
皇都内乱終結直前の長康死亡により守原家への忠義を失った彼は内乱の首謀者である英康らを長康からの授かった銃で射殺する。
明野（あきの）
草浪の妻。元々売春宿の女にして英康の妾。草浪の求婚による長康の手回しで傾きかけた将家の養女なったのち草浪と結ばれる。

### 帝国
ユーリア・ド・ヴェルナ・ツァリツィナ・ロッシナ
東方辺境領姫、東方辺境領軍・東方辺境鎮定軍総司令官、元帥。〈皇国〉侵攻作戦の総指揮官だったが、新城に再三に渡ってその企図を妨害され、彼に単なる敵将としてではない愛憎半ばする感情を抱く。遂には部下の叛乱から逃れるために自ら新城の下に降り、皇家・駒城家の賓客にして新城の愛人という立場に置かれる事になる。長身で碧眼、緩くうねった豊かで長いブロンドの持ち主でかなりの美女。カミンスキィを愛人としていた事もあるが、新城に固執し過ぎている点を突かれて（実際はカミンスキィの慮外ではなかったが）愛人という立場から罷免している。性格も奔放にして思慮深く、猛々しくも愛情を絶やさない王者の風格を携え、新城に対しても全く変わらぬ態度で愛情を示す。また、天才的な戦略家でもあり新城を以って「閣下には勝てない。勝った事も無い」と言わしめるほど。新城の元に降ってはその愛人兼副官である冴香と複雑な心情を交差させる。
皇都内乱時には自ら望んで新城の個人副官としての立場をとった。プロローグの麗子の手紙によれば、「歴史上の人物になった」とのこと。
クラウス・フォン・メレンティン
作戦参謀、大佐。東方辺境領男爵。開戦時48歳。騎兵風に短く刈り込んだ金髪（但し半分は白髪に変わりつつある）といつも泣いているような表情をしている外見を持つ。ユーリアの幼い頃からの守役。騎馬将として若い頃から名を馳せた歴戦の武将であるが、帝国内乱時に軍首脳の縁者を討ち取った経緯から昇進が遅れている。本来なら帝国屈指の作戦家で大将となっていてもおかしくない人物。ユーリアの性格を深く知り、陰に日向にユーリアへの助力を惜しまない。北領侵攻後少将に昇進。
ユーリアが新城に降った時も、ユーリアと同行して皇国へ渡り変わらぬ献身を続ける。温和で優しく、また同時に思慮深い好々爺である。
皇都内乱時には、異例ながら新城より近衛嚮導聯隊の幕僚長として任命される。階級は少佐相当官。
アンドレイ・バラノヴィッチ・ド・ルクサール・カミンスキィ
騎兵聯隊長。大佐。〈帝国〉本領男爵。開戦時28歳。所謂「古代の美神が自身の手で彫琢したような美形」で、白金の髪と淡い水色の瞳を併せ持つ。また外見に伴った能力の持ち主でもあり、戦術家としてもかなりのものである。〈アレクサンドロス〉作戦時に少将に仮任命される。その後正式に第21猟兵師団の師団長として少将に任命。
その外見と能力でユーリアに寵愛され、愛人の立場にあったが、新城に固執するユーリアへの提言をきっかけに愛人としての立場を失う。性格は多少屈折しながらも威風堂々、男性的であるが、それだけでなくかなり繊細な部分も併せ持つ。父の死後、母によって男娼まがいの行為をさせられていた事があり、それを契機に家を捨て軍へと入る。
ゴトフリート・ノルティング・フォン・バルクホルン
騎兵大尉。西方諸侯領騎士。騎兵武将に似合いのごつい外見の持ち主だが、性格は似合わず温和にしておっとりとし、かなりの知識人でもある。親戚の手引きで半ば強制的に軍に入れられるまでは、将来どこかの大学の教授になるだろうと思われていた程。また、馬術において他の追随を許さぬ実力を持つ。北領での11大隊予備隊追撃戦時に新城と交戦・負傷したが、新城本人に命を助けられ、それを恩義として新城を「得がたき友」と仰ぐ。
アンリ・ロボフ
バルクホルンの従兵。北方蛮族の出身で、その一族は父親の代まで帝国と戦っていた。バルクホルンに対し忠誠を誓い、常に傍にあって彼を補佐する。バルクホルンが新城と交戦した際、千早の咆哮にロボフと彼の乗馬が脅えたため、バルクホルンを救う事ができなかった。その事を深く恥じていたが、バルクホルンを殺さず、また自分の臆病な振る舞いを誰にも言わなかった新城に深く恩義を感じる。以後、新城に対し尊敬の念を抱き、戦後は新城の部下になっても良いとすら思うようになる。『銃を用いない戦闘こそ男がその真価をかけるべき戦い』と考える生粋の戦士。
ゲルト・クトゥア・ラスティニアン
鎮定第2軍団参謀長、少将。〈帝国〉本領軍所属。質の悪い騎手に責めさいなまれた悍馬のような顔の男。えらがはった顔に配されたすべてが、今にもきしみ音を立てそうに見え、中背痩身の体格が、そうした印象をさらに強めている。〈帝国〉本領貴族であるが没落貴族であり、貧困の最中両親が死去。以降軍に入り栄達することで兄弟家族を養ってきた。勉学に励み、上には媚び下には辛く当たる。それが卑しいこととは知りつつも、極貧の暮らしから抜け出す術を他に見出すことができなかった。自分がどこか歪んだ性格をしていることを少なからず自覚しており、どこか人間というものを理解できないでいる。参謀としては優秀であったが、指揮官としての才に恵まれなかったことが原因であるようだ。六芒郭へ無謀な索敵攻撃を行ないユーリアに叱責される。以前からユーリアに対していい感情を抱いて来なかったが、六芒郭攻防戦に入ってからはその思いがさらに強まり、ユーリアが本領軍を捨て石扱いするのではないかと懸念、鎮定第2軍団の指揮官であるアラノック中将が戦死したこともあり、ユーリアの排除に動く。その後、新たに鎮定軍司令官として派遣されたマランツォフ元帥に鎮定軍参謀長に認定され、中将に昇進。
ゲオルギィ三世
〈帝国〉現皇帝にしてユーリアの伯父。制定戦時54歳だが、外見は若く、親衛騎士隊を率いた頃と変わらぬ引き締まった体躯を持つ。力で帝位を得た人物でもあり、政治に秀で、〈帝国〉の政治の多くを担う。ユーリアの幸せを祈りながらも、ユーリアが新城に降った後は帝籍から抹消し、噂を流して民からの信用を失わせる等、政治面でもその手腕を揮う。

## 戦史

### 皇紀568年
- 01月14日 『北領紛争』
  - 帝国軍艦隊、皇国北領奥津湾に来襲。
- 01月28日 『天狼会戦』
  - 皇国軍、天狼原野に銃兵七個旅団・騎兵二個聯隊・砲兵旅団二個旅団を展開。近衛衆兵第五旅団ならびに独立探索剣虎兵第十一大隊は後方で待機。
  - 帝国軍22,000人、皇国軍（北領鎮台）30,000人にて午前第九刻に天狼原野にて会戦。しかし、二刻を待たずして皇国北領鎮台は壊走。皇国側の兵員損害は約12,000名とされる。その後、態勢の立て直しに6日を要する。
- 02月03日
  - 北領首邑・北府陥落。北府には軍の糧秣庫などの軍の施設があったため略奪され、街は悲惨な目に遭う。北領鎮台残存兵は美名津湾へ向けて転進。
- 02月09日
  - 第11大隊第二中隊、大隊本部に合流。
  - 午前第七刻: 第11大隊、殿軍として独立砲兵旅団渡河完了まで真室大橋の防衛任務に就く。この時点で11大隊の総兵力、兵827名に虎85頭。帝国軍は増援を得て総兵力四万まで増強。
  - 午前第十二刻過ぎ: 第二中隊、真室大橋の防衛のため敵情収集任務に就くがその際若菜中隊長を含む四名が戦死。
  - 後退中、怪我をした天龍・坂東と遭遇。<大協約>に基づいて治療を行う。
  - 午後第七刻: 大隊本部に合流後、正式に第二中隊の中隊長に任命される。
  - 第11大隊、真室大橋防衛のため伏撃作戦を決定。
- 02月11日夜半
  - 第11大隊、帝国軍約二個旅団に対して夜襲伏撃を決行。帝国軍三個大隊を壊滅させるも、第11大隊も伊藤大隊長含め529名、虎80頭が戦死。生き残った将校（4名）の中で最上級であった新城中尉が指揮を代行し、第11大隊は撤退。
- 02月13日
  - 新城直衛中尉、野戦昇進により大尉任官。大隊指揮権を発動し独立捜索剣虎兵第11大隊にて遅延戦闘開始。
- 02月19日
  - 第11大隊、美名津湾北部で小苗防御線を野戦築城、防衛戦闘開始。同日午後第二刻、真室穀倉を砲撃予定だった皇国乙巡「大瀬」遭難。生存者無し。
- 02月23日
  - 北領鎮台主力、美名津転進海岸より北領を脱出。
- 02月24日
  - 第11大隊、帝国に降伏。戦闘終結時の大隊の生存者は、新城直衛率いる予備別働隊十六名の（重傷者含む）と剣牙虎2匹（千早、王護）のみ。なお、その後第11大隊は俘虜として帝国摂取後の北府に逗留。労役に就く。
- 4月中旬
  - 新城がユーリアに謁見する。
- 4月下旬
  - 船便回復。第11大隊は俘虜返還の第1陣として全員帰国。真室において衆民に“敗残兵”と罵られ、新城は北嶺にて初めての傷を負う。
- 5月末
  - 新城直衛（昇進して少佐）、近衛衆兵鉄虎501大隊隊長へ転属。大隊の定員は将兵1,500名、剣牙虎155頭、編成途中で騎兵1個中隊を追加。
- 07月02日 『アレクサンドロス作戦』
  - 帝国軍『アレクサンドロス作戦』を実行。皇国本土北の龍口湾へと集結した艦隊が、龍口湾の制海権奪取及び軍施設へと砲撃開始（作戦第1段階）。同日午後、皇国軍監本部は龍州鎮台を軍に改組する旨を通達。皇国全土の鎮台より反撃部隊が出発し、龍口湾を目指す。
- 07月03日
  - 帝国軍第一派、皇国本土への上陸開始。内陸進出戦闘にて5,000名を越える死傷者を出しながらも、日没までに6里の縦深を確保（作戦第2段階）。なお、この防衛戦闘での皇国軍の損害は約3,000名。
- 07月04日
  - 帝国軍は龍口湾海岸線に沿って南北に戦線を拡大し、支援部隊の上陸を開始。また、占領した海岸中央部に兵站集積・司令部機能を集中した海岸堡を設置（作戦第3段階）。この後は龍州鎮台軍との戦果拡大戦闘に入る。
- 07月13日
  - 反撃参加部隊、龍口湾沿岸戦線に到着し足並み揃う。この反撃部隊には新城直衛の近衛衆兵鉄虎501大隊も含まれている（但し予備軍）。各隊を近衛総軍・集成第2軍・集成第3軍・龍州軍に選別。この時点での帝国軍戦果拡大地域は、北部に於いて最大28里、南部に於いては最大18里の縦深を確保。
- 07月14日
  - 日没を待って反撃参加部隊は発起線へ移動開始。夜明け前の午前第三刻をもって同時反撃作戦を実行。集成第3軍が順調に戦線最下部（南）を進撃するも、他の軍は膠着状態に陥る。
  - 同日午後第1刻、第501大隊は龍兵による索敵を開始し、集成第3軍上空に帝国軍龍兵部隊を確認。この帝国龍兵部隊の空襲によって集成第3軍の前進は停止する。
  - 同日夕刻、第501大隊へ戦闘参加命令。近衛衆兵第5旅団へと合流し、旅団長の美倉准将の指揮下へと入る。
  - 同日深夜、第501大隊を主力とした約5,000名の夜間浸透突破作戦開始。近衛衆兵第5旅団の動きにあわせ、集成第3軍の一部（独立捜索剣虎兵第11大隊）が夜襲を開始。
- 07月15日
  - 同日午前第4刻、帝国軍第21兵師団第1旅団深部にて第501大隊の俘虜を獲し、警戒態勢発令。独立剣虎兵第11大隊はこの時敵本営を発見し、密集突撃体勢により突撃攻撃を敢行するも、その後帝国胸甲騎兵と龍兵による爆撃にて第11大隊は敗走を余儀なくされる。
  - 帝国龍兵爆撃終了に合わせ、第501大隊は敵本営周辺に攻撃開始。帝国本営もそれに対抗して大隊縦列を組んで第501大隊へと前進。第501大隊は、第11大隊に一度だけ援護射撃を向けるもそのまま本営へと前進し、その援護を受けて第11大隊は撤退開始。
  - 本営戦闘にて第5旅団長美倉准将は戦死。代行として新城直衛直営となるが、帝国軍が予備拘置していた騎兵集団の翼側迂回突破成功による集成第2軍壊滅の為、龍州軍司令部より全軍撤退命令が発令。浸透突破部隊は敵本営を目の前にして後退。この時より全龍州展開軍は撤退行動に移る。
- 07月18日
  - 帝国軍、部隊を再編成して追撃を開始。戦果拡大戦闘を続行。
- 07月21日『六芒郭城塞戦』
  - 新城（当時点での新城隊兵力は、各地の落伍兵を加えた約9,000名）と帝国軍が交戦するも、帝国軍は伏撃を受け銃兵2個旅団と騎兵2個大隊が壊滅。以降それを受けた帝国軍全体の行動が慎重になる。
  - その後、皇国陸軍軍監部により新城へと伏龍平野西端に位置する要塞・六芒郭を基点とした敵軍行動遅滞作戦命令発令。また同時に、新城少佐は六芒郭臨時防備部隊司令を拝命。これ以降手持ちの兵力を新城支隊と呼称することが許される。
- 07月23日
  - 新城支隊、六芒郭へ入城。未完成であった六芒郭の補修・補強と共に遅滞作戦開始。
- 08月08日
  - 帝国軍、六芒郭に接触するも突破ならず。新城支隊は遅滞作戦を続行。これ以降の約2ヶ月（東方辺境領姫が到着するまで）は順調に遅延を行う。
- 09月16日
  - 帝国軍本隊行動を開始。
- 09月下旬
  - 東方辺境領姫、戦場・六芒郭周辺へ到着。作戦を立案し、10月08日までに要塞陥落を厳命。
- 10月02日
  - 東方辺境鎮定軍が六芒郭に向け総攻撃を開始。この日の被害は、皇国軍戦死1,007名、負傷者（軽傷者は除外）970名。帝国側被害は戦死・負傷あわせて14,000人超。帝国側では東方鎮定戦初めての数的敗北を喫する。
- 10月03日
  - 払暁後、帝国軍は再度総攻撃を開始。順調に防衛が進むも帝国軍第一教導戦闘龍兵団の攻城砲弾（ユーリアのアイデアとされる複合運搬に因る）によって東北突角堡が機能停止。本郭要塞司令部も完全に破壊され、本郭東南面も直撃により半壊。新城支隊は南突角堡（六芒郭未完成部分）より撤退し、通行橋を破壊して最終防衛行動へ移行。同時に帝国軍直轄砲兵、第15重猟兵師団が追撃開始。なお、南突角堡を放棄する際の最後の砲撃によって鎮定第2軍団の指揮官であるアラノック中将が戦死。
  - その後雨天。乗じて新城（予備隊主力1,600名・剣牙虎20頭）は逆襲を開始、東南突角堡残存砲台援護のもと夕刻の帝国軍攻撃停止まで耐え抜く。予備隊残存約1,400名、剣牙虎14頭まで減少。残存砲台は全滅。
  - 夜間、城内にて夏川中尉が銃殺に処される。罪状は敵前逃亡罪。
  - 同日昼過ぎから、後方虎城に展開した皇国軍が一部前進。六芒郭救出作戦を開始する。帝国軍はカミンスキィ率いる第21猟兵師団を午後第5刻に虎城付近に派遣開始。同日午後第8刻を以って両軍の戦闘は激化し、その後帝国軍は皇国軍を誘致しながら後退を開始。
- 10月04日
  - 日付変更時付近に帝国軍からバルクホルン少佐が使者として来訪。降伏勧告が行われるも新城はこれを謝絶し、一刻後に直接会談が両軍陣中央の設営天幕にて行われる事となる。両軍指揮官における交渉が行われるも不調に終了。
  - 指揮官会談中に六芒郭へ後方の駒州軍司令部より第21猟兵師団を誘引する旨の導術連絡あり。
  - 午前第3刻を期して、新城支隊全軍は帝国軍本営奇襲を開始。なお、六芒郭は全軍進撃後半刻を以って爆破。
  - 同刻、帝国軍本営にてラスティニアン少将が一個大隊を率いて本営を包囲、辺境領姫を拘束に動く。
  - 新城支隊、敵本営に突入し、謀反により被包囲中の東方辺境領姫とクラウス少将を救出(?)。辺境領姫は自ら下ったとされる。
  - 混乱に乗じて新城支隊は帝国包囲網を突破し、戦場を南方の虎城へ向け突破を敢行。駒州軍との合流を図る。
- 10月05日
  - 〈帝国〉マランツォフが鎮定軍指揮権発動により帝国軍を集結させ、虎城へ向け軍を再編。その間に新城支隊は皇都へ向けて撤退を開始。
- 10月下旬未明
  - ユーリア・ド・ヴェルナ・ツァリツィナ・ロッシナは、蛮族に降った咎により皇籍を抹消。東方辺境副帝家も廃絶とされる。東方辺境領は帝室直轄とされる。
- 11月19日
  - 新城支隊、皇都へ帰還。その後解散。近衛衆兵鉄虎501大隊の帰還者は将兵372名、剣牙虎47頭。
- 12月05日
  - マランツォフ〈帝国〉元帥による冬季攻勢始動。
- 12月08日
  - 〈皇国〉水軍第五駆逐隊による龍口湾奇襲によって、〈皇国〉水軍は世界水軍史の中でも稀に見る一方的な戦果を得る。
- 12月11日
  - 新城直衛、前線配置への復帰を近衛総監部に出願し、翼竜による公用便の配達任務を拝命。その後街を散策中に西原信英陸軍大将、西原信置陸軍大佐（虎城で銃殺された夏川中尉の父兄）と邂逅する。
- 12月13日『虎城防衛戦（冬季）』
  - 鎮定第1軍第15猟兵師団（シュレヒト准将率）と第21猟兵師団（カミンスキィ少将率）は虎城へ向けて攻撃を開始し、虎城山地麓（主陣地線）の前衛である独立捜索剣虎兵第11大隊（佐脇俊兼少佐率）と接触・交戦。〈帝国〉第801独立平射砲中隊（試作長砲身平射砲装備）の攻撃により〈皇国〉軍虎城防衛隊左翼は崩壊の危機に陥るも、同時に第801中隊は火点集中を受け全滅。なお、虎城内で指揮中であった駒城保胤中将が過労と風邪により昏倒し、公用便の配達任務中であった新城直衛少佐が中将の命により指揮権を与る。
  - 前衛に配備された砲兵は後退を、同時に前衛右翼独立第316・365大隊、左翼第11大隊は砲兵後退まで戦線維持を継続するようにと方針を発令。なお、発令内容は「全砲兵はただちに主線陣地と合流すべし。前衛は別命あるまで可能な限り抗戦を継続せよ。これは軍一般命令である」この発令により第11大隊は陣地固守を選択するも第21師団によって蹂躙され壊滅。主陣地へ帰還できたのは15名のみ（佐脇少佐含む）。その後第21師団は第11刻過ぎに進軍を再開し、日没まで軍を進めて8里先の小村・渡端にて第15師団と合流再編。
  - 午後第7刻過、〈皇国〉軍は合ノ瀬の西燕宗涼天寺にて指揮官召集の上会議。現時刻から主陣地を棄て撤収準備を開始し、第10刻を以って第二次予備陣地へ後退する旨が通達される。またこの時、第7銃兵旅団長の利松准将と、帰還してきた第11大隊長の佐脇少佐が「狂を発した」とこの場で後送されている。
- 12月14日
  - 早朝、第二次予備陣地の〈皇国〉火制地域内にて〈帝国軍〉第15師団が総攻撃の為前進するも、これに合わせて駒州第3砲兵旅団（北翼）と後備砲兵第6旅団（南翼）の総数約800門の火砲が砲撃を開始。なお、〈皇国〉陸軍が野戦における火力優越下で戦闘突入するのはこの戦争初。この時「砲兵で砲兵を叩く」という発想の転換も生まれている。また、この作戦時中に駒城保胤中将が軍務に復帰。
  - 総攻撃に入っていた〈帝国〉第15、21師団の被害甚大。〈帝国〉はこの後の敵予備部隊突入に備えて両部隊の騎兵を運動部隊として再編し、バルクホルン少佐を指揮官として任命。部隊名称は独立騎兵団〈バルクホルン〉。
  - 新城少佐は指揮権を返上し、予備隊を率いて攻撃を行う準備に入る。臨時部隊名は〈別動新城戦隊〉。この時翼竜にて予備隊集結地点へ向かう途中に〈帝国〉翼竜と交戦。竜士（翼竜の操縦士）死亡により制御不能になった翼竜と共に落下するも、天竜の坂東に救われて部隊へ向かう。なお、翼竜は死亡。
  - これは〈大協約〉世界初の翼竜同士の戦闘である
  - 午後第4刻半に戦闘開始。〈バルクホルン〉騎兵団と〈別動新城戦隊〉は互いに手の内を読み合い、新城は撤退を命令するも騎兵第9聯隊は独断により突撃し潰走。〈別動新城戦隊〉はそのまま内王道を東進し、敵砲兵と輜重段列を後方より攻撃。
- 12月15日
  - 〈帝国〉鎮定第1軍敗走。〈帝国〉側の損害総数は戦死約4800、重傷約5000、軽傷約6000、損害の大部分は第15師団のものである。また、人的被害も宛ら兵站・砲・車両等も被害が大きく、危機的な状況へ陥っている。
  - これにより帝国軍は完全な冬営を余儀なくされる。
- 12月16日
  - 新城、坂東にまたがり皇都へ帰還。なお、政治的な理由により、新城は虎城では「何もしていない」という事になる。実仁中将と謁見後、駒城家上屋敷にて駒城篤胤に守原への暗殺を示唆し、これを禁止される。
- 12月18日
  - 〈帝国〉軍は翼竜で皇都上空から伝単（ビラ）を撒布するという情宣活動を実行。ちなみに伝単の内容は「皇都ノミナサン 虎城テノカチ戦 オメテトウゴザマス！シカシ、〈帝国〉ハ負ケマセヌ。疲レテ、休ンテイルタケデス。春ニハ、カナラツ勝チマス。ミナサンハ良ク心得テ、〈帝国〉臣民トナル準備ヲトトノヘテクタサイ。ソレカラ、ヒトツ教エテアケマス。虎城テタタカツタシレイカンハ駒城ノヒトデナイデス！ミナサンノ仲間ノ新城直衛デス！イッパイ、誉メテアゲマショ 〈帝国〉軍司令官」というものであった。
  - 同日夕刻、守原英康、海良末美、宮野木和麿、舞潟章一郎が会合。
- 12月19日
  - シュレヒト准将が今回の戦闘の責任を負わされ銃殺。また、（恐らく守原の手による）休戦協定が鎮定軍に届けられる。
- 13月3日
  - 皇都にて龍洲軍凱旋式が挙行される。新城は近衛衆兵鉄虎501大隊および新城支隊指揮官として参加。
- 13月4日『皇都内乱（護州乱）』
  - 早朝、背洲後備軍を中心とする守原派陸軍約16,000名が皇宮および皇都中枢部を制圧する。皇都周辺の部隊の大半は事態を静観するが、近衛嚮導聯隊（新城指揮）および近衛衆兵鉄虎501大隊（藤森指揮）は皇都へ向けて進撃開始。501大隊は守原定康指揮の反乱軍中最強の運動部隊を拘束。近衛嚮導聯隊は古賀発案の龍挺隊作戦により近衛嚮導聯隊の一部が皇宮に直接侵入、皇主の確保に成功。守原派の要人として守原英康、海良末美、宮野木和麿らが死亡し、守原派の蜂起は失敗に終わる。

### 「外伝」中の戦史
- 皇紀631年
  - アスローンと華統国（この頃の南冥の覇権国）との間で戦争勃発。〈帝国〉は局外中立を保つが、〈皇国〉はアスローン側に立つ。
  - 7月9日、インナ海にて〈皇国〉水軍警戒部隊「南冥方面特設戦隊」（甲巡1隻、乙巡4隻）と華統国水軍通商破壊部隊「華水軍因海艦隊」（甲巡4隻、乙巡3隻）の間で海戦『サルタ沖海戦』。兵力差から〈皇国〉水軍の敗北に終わる。
  - 7月中旬、〈皇国〉水軍所属駐アスローン観戦武官・多名賀少佐、アスローン水軍強砲艦〈グランディリオ・シンジョウ〉艦長として陸上砲撃作戦に参加する。僚艦に〈プリナスキ・ユーリア〉。

## 〈大協約〉世界

### 天体
一つの恒陽を巡る遊星であるが、星としての固有名は存在しない。全世界あるいは天体上という意味で「〈大協約〉世界」という言葉が使われている。一年は397日 = 13ヶ月、一日は26刻（1刻 = 10尺 = 100寸 = 1000点）。衛星はなく、代わりに光帯と呼ばれる環がある。〈皇国〉の天象・季節変化はほぼ日本に相当する。不自然なほど正円に近い地形が多く、中には星が落ちた跡だと伝えられている場所もある。

### 生物
知性を持つ生物(知的生命体)は人間と天龍の二種である。人間は〈大協約〉世界の全域で生息するが、天龍に関してはその多くは東海列洲に棲息している。同様に人間の亜種である両性具有者も東海列洲でのみ存在するとされる(かつては東海列洲以外でも生息していたとされるが迫害され〈皇国〉で保護された血族を除いて滅んだとされる)。なお、彼女(彼)らは、〈皇国〉が成立する以前の東海列洲の先住民の一種とされる。
動植物は地球に現存する種の他、剣牙虎（剣歯虎/サーベルタイガー）、翼龍、水龍が確認されている。ただし桜の花弁が六枚あることや剣牙虎の形態など、名前は同じだが地球の物とやや異なるものが存在する。
天龍族
〈大協約〉世界に存在するもうひとつの高等知性体。翼を持たずに宙に浮き、寿命は二百年にもなる強い生命力を備えた長命種であり、人とは比べ物にならない強力な導術を使う。〈皇国〉の内地東北、龍上（たつかみ）の龍塞山地は龍族の自治領とされ、この龍塞山地には天龍族の七割、約270万頭が居住している。〈皇国〉との関わりは、お互いの外交責任者として利益代表部を送り込んでおり、〈皇国〉内での龍族利益代表の地位は皇主に次ぐものである。
龍塞山地では基本的に人の居住は認められていないが、例外として〈皇国〉の利益代表部、天龍より仕事を請け負った職工、天龍に奉公するために訪れた龍塞山地に周辺に住まう女性である。人間界では天龍は神秘的な生き物と敬われ、霧深き山の洞窟に住んでいると伝えられているが、実際は人界の大工に頼んで建てた家に住んでいる。なお、この話は龍族政界が意図的に流した噂である。人間たちと同様の町があり、年に一度の大聖義もここで行われている。また、龍族の立法・行政機関も存在し龍族政界の駆け引きも行われている。龍族を束ねる龍族統領は任期制と互選によって選ばれている。参政権について詳細は不明だが、女性にも被参政権が与えられている。〈皇国〉と〈帝国〉の戦争に対しては中立を保っている一方、ここ十数年の人間の人口の爆発的な増加と技術的な発展、特に火砲の発展に危機感を抱いている。
「龍の一斗樽」は礼を知る者は相応の礼をするという意味からくる慣用句である。「龍の逆鱗」は龍塞では笑い話の意である。
亜龍
翼龍と水龍のことを指す。亜龍は天龍にとり、人にとって犬や馬に当たる存在であり天龍が本気ならば、一頭で数百の亜龍を自在に操れる。天龍と同様に導波を発するが人間との意思の疎通には使えない。多数を扱うと強力な導波を発するため導術者に容易に見つかる。

剣牙虎 (サーベルタイガー)
皇国のみに棲息する大型の肉食動物。学名をマダラオオキバネコといい、食肉目猛猫科に属し、一般には剣歯虎の名で通っている。主に皇国内地に生息し、中でも虎城山地は剣牙虎の生息域として有名で皇嶼にも亜種が存在する。季節に合わせて換毛をおこない、夏には橙に黒の縞模様の夏毛、冬には白銀に黒の縞模様の冬毛となる。雌を中心にした母系の群れを作り、集団で狩りをする。雄は単独で行動し、時節人を襲うことがある。猛獣でありながら人に慣れやすく人間の言葉もよく理解しじゃれ付く加減も心得ている、などと非常に賢く愛玩動物としてある程度普及している。飼育虎の餌について生肉が与えられているようであるが詳細不明である。前述したように剣牙虎は人間を襲うことがあるが飼われた剣牙虎は不思議と人肉を食さない。

### 科学技術
熱水機関（蒸気機関）が発明されてから約20年（皇国では皇紀549年、アスローンでは547年、帝国では543年）。鉱山や、工場機械の動力として利用されている他、〈皇国〉では汽船が実用化され、外輪船の動力として導入されている。空の乗り物として、水素(?)によって浮き、翼龍に牽引されて進む飛船が発明されたが、見世物や観光として利用されるにとどまっている。「液石」の精製が始まっており、角燈(ランプ (照明器具)#ランタン)、ストーブ等に使われている。
陸上の交通手段は〈皇国〉の皇都で馬車鉄道が敷設されている程度で、まだ機関車による鉄道は実用化されておらず、徒歩と馬車ないし乗馬が主な移動手段である。
通信手段には〈皇国〉で導術が多用されているほか、型示逓信（腕木通信に相当）が各国で使用されている。「摩擦によって生じる申力を用いた遠達性と即応性の高い通信手段」（静電発電機を動力にした電信と推定される）は、まだ研究段階にとどまっている。

### 軍事
軍事技術は基本的には現実の18世紀末から19世紀初頭のヨーロッパに相当するが、龍兵や導術兵といった特異な兵科の存在のために一部では20世紀初頭相当まで発展している。
陸軍の戦いには会戦による決戦主義が採用されているが、一部では火砲の発展により、会戦による決戦主義が有効でなくなっていると論じられている。銃兵の主力武器は滑腔式前装銃（マスケット）であり、着火方式は燧石式が主である。前装式の施条銃（ライフル）は実用化されているものの、〈皇国〉では一部の部隊にしか採用されておらず、その部隊も複雑な工程からくる高価格によって配備が進んでいない。また銃の装填速度と交戦距離の関係上、銃剣突撃や騎兵突撃などの白兵戦は現在も重要な地位を占めている。
火砲は弾道や射程から大別されている。要塞砲を除くすべての火砲は馬匹あるいは人力で牽引され、山砲あるいは歩兵砲のような分解運搬可能な砲は開発途上である。駐退復座機を備えていない。また迫撃砲の系統にあたる軽臼砲と呼ばれる打ち上げ花火の発射筒を軍事転用した竹砲があるが、強度の関係上十分な発射速度を有していない。
〈皇国〉〈帝国〉とも翼龍に騎乗する龍兵を保有しているが、大規模に用いられた例は少ない。
軍艦は木造の西洋式航洋船型であり船首には衝角が取り付けられ船底には銅板が張られている。大部分が帆走のみで航行する。
〈大協約〉により戦争法が制定されている。2000人以上の人口を有し、かつ軍事施設や駐留部隊のない中立市邑への攻撃・略奪の禁止。青旗（地球の白旗に相当する物）での降伏の取り決め。俘虜の待遇などが定められている。
〈帝国〉軍は総兵力400万名、うち東方辺境領軍87万名。対〈皇国〉戦用に編成された東方辺境鎮定軍は当初20万名、海軍のうちヴァランティ（東方）辺境艦隊のみで〈皇国〉水軍を凌駕する。

### 導術
念話および千里眼に分類される一種の超能力であり、またそれらを用いる技術の総称である。
導術を使用すると発生する“波”は導波と呼ばれる。この導波は、あらゆる生物から発せられるものであるが、導術としての能動的に使えるのは、天龍と人間だけである。導波はその生物のごとによって“波長”が大きく異なるため、導波による術者や導波を発する生物の識別は比較的容易であるが、同じ人間同士が同時多数に導術を用いると“混信”が起こる。
導波の特性には他に、距離や地形によって減衰または遮断されるというものがある。このため、丘の上や空中などの高所で用いると効率が良い。
導術者
導術を扱えるものは導術者または術者、あるいは単に導術と呼ばれる。また軍隊の中では階級によって導術士、導術兵とも呼ばれる。
天龍族の導術は、全ての天龍に備わるごく一般的な力である。天龍は導術を日常的に扱い、それを以って人間と同様に会話をする。しかし生まれながにして扱えるわけではなく、生まれて間もない天龍は意味のある導術を使うことができない。
人間の導術は、生まれつきの素質がある者が訓練を受け、更に額に銀盤と呼ばれる特殊な金属から作られる金属盤を埋め込まなければならない、などと非常に制約が多い。しかし受動的には、天龍ほどの強い導力で且つ近距離であれば、素質や素養の無い人間とも一方的にではあるものの、導波による意思疎通ができる。
導術の行使には多大な集中力が必要であり、場合によっては些細な環境の変化で導力が大きく変動することがある。
術者の銀盤は術者の導力の枯渇具合に応じて輝きが鈍り、術者もそれに応じて疲労する。術者が疲れ切ると銀盤は黒く曇り、体力を大きく損ない、ひと月は能力枯渇で使い物にならなくとされる。その状態で更に導術を使い続けると、失神や最悪の場合には死に至る。また、強いプレッシャーや大きなストレスは術者の精神を動揺させ導術の効率を大きく損なわせる。この状態で導術を酷使すると非常に短時間で導力枯渇に至る。
軍隊の導術者は野外で行動する軍隊の特性上、大きな体力が要求される。そのため術者には熟練具合よりも体力の強さ、つまり若さが尊ばれる場合が多い。特に野戦部隊にはこの傾向が顕著である。また、術者の体力消耗を防ぐため、階級の高低にかかわらず、術者には移動手段が用意される場合がある。
導術の利用
導術の利用は〈皇国〉と皇国人に限られる。これは〈皇国〉以外の国では、利用に積極的でないこともあるが、特に〈帝国〉では導術は石神を奉じる拝石教から「背天の技」と呼称される宗教的禁忌とされただけでなく、過去には民衆から魔女狩りに等しい大弾圧に晒されたため、現在では政教的理由もあるが、素質のある人間は血筋を含めて絶滅状態にあるため、〈帝国〉は導術を利用しない。
〈皇国〉では商取引の情報通信等ごく日常的に用いられているが、かつて諸将時代末期に、諸将家による導術弾圧があったため陸軍での導術の軍事的利用は廃れ、近年になって導術兵科として復活するも未だ小規模であり、運用も未熟なため、導術通信は部隊以上の連絡に限られ、部隊以下の隊での連絡はまだ実験の域である。
導術の主な利用法は通信・索敵といった使い方である。また、これらに対して、妨害をする技術も存在する。
導術による通信とは、遠くにいる術者と意思の疎通を行うことである。人間の通信はいわゆる電報文体のように簡素化されているが、天龍の通信は、ほぼ普通の会話と変わらない。また、通信にはある程度の指向性をもたせることができるが、天龍の場合、ここからさらに多数いる人間の中から一人だけに絞って通信することができる。
導術による索敵は、離れた場所にいる人間や馬・龍などを感知する能力である。これは透視や遠隔視といった千里眼ではなく、遠くにいる生物が発する導波を捉えることによって“視る”といったものである。導波は、それを発する生物などが多数いるほど際立ち、または活動的であるほど強くなるので、遠くからでも正確に視る事ができる。しかし反対に索敵対象が少数行動によって導波が目立たない状態であった場合や、睡眠などの導波が不活性になる状態では捉え損なうことがある。またこの索敵は通信と比べ術者に並ではない集中力が必要とするため、疲労の度合いによっては、曖昧にしか見えなくなる。
通信以外の使用法として、導術を利用した念写と呼ばれる記録媒体が作られていて、念写師と称される専門家も存在する（写真に相当する技術はまだ実用化されていない）。理由は不明だが、妙なものが映り込んでいる（いわゆる心霊写真のような現象）事もある。新城直衛の念写も後世に残っている。

### 大協約〈グラン・コード〉
2000年ほど前、人と天龍の間で結ばれた協約。〈大協約〉世界の秩序の根幹を成す。
互いに危害を加えない事、傷ついた場合は助け合う事を定めているが、天龍は基本的に人間同士の争いには干渉しないため、戦争によって負傷した人間が居てもこれを助けないことがある。しかし、天龍が人と契約を結び、戦いに加わること禁止していないため、互いに危害を加えないという事は適用されない。これらに違反した場合は最悪、死罪となる。〈皇国〉龍塞山地にて年に一度行われる大聖義によって協約が定められる。
現在では慣習法として人間の生活に溶け込んでいるため、たとえ軍隊の将校クラスの人間でも必要とされる以上の正確な大協約の内容を理解する者は少ない。また、人同士の戦争に関する取り決めも含まれるが、時代にそぐわない古い取り決めや、国家・軍隊同士で解釈に差異があったり、天龍に対するものほど厳密に適用されないなど問題がある。
大協約は光帯の一部の落下による天象の激変から生き残るために結ばれたという昔話もあるが信憑性は低い。

### 主要国の歴史

#### 〈皇国〉
ツァルラント大陸の東南に浮かぶ東海列洲に存在する島国。西の海を皇海。東の海を東海洋と呼ぶ。正式な国名があるかは不明。初代皇主明英帝以来500年余りの歴史を持つが〈大協約〉世界の諸国の中では新興国に位置づけされる。皇主の権威が低下した後は諸将家による群雄割拠の状態が長く続いたが、30年余り前に有力な五つの将家（安東、西原、駒城、守原、宮野木）が皇主を戴き、それに諸将家も従う形で再統一された。半封建体制により領土と民衆は、将家が支配する将家領と領民、皇室が支配し執政府が統治する旧天領と衆民に分けられている。衆民には参政権が付与されるほか、執政府は天領に開放経済と自由化政策を敷いている。これにより近年天領では、商業の急速な発達による訴訟の多発や、将家領の間や衆民間で貧富の差が生まれている。また貧富の格差から弱小将家の反乱や開放社会についていけない衆民の匪賊化が問題になっている。五将家含む諸将家は特権階級に就き、共に現在も〈皇国〉執政府および軍の実権を握っているが、力をつけた天領の衆民も政治参加によって発言力を持っている。
度量衡
〈皇国〉における単位系
- 時間：一年＝13ヶ月＝397日 1日＝26刻 1刻＝10尺＝100寸＝1000点
- 長さ：1里＝1000間 1間＝10尺＝100寸＝1000点 新城の身長1間6尺弱という表記から1間≒1m
- 重量：大きい順に 石、貫、斤 対応関係は不明

人口
〈皇国〉の総人口は約4000万人である。また、天龍の総数は約400万頭である。

領土
ツァルラント東端より海洋によって隔てられた洋上に存在する東海列洲がその領土となっている。北領・内地・東洲・皇嶼・南塊・西領の六つの大島からなる。
北領（ほくれい）
〈皇国〉の最北端に位置する大島の一つ。超大国〈帝国〉が突如来襲し、天狼原野で〈皇国〉軍と相対した。現在は〈帝国〉軍の手に落ち、〈帝国〉鎮定領ノルターバーンとなる。
東洲（とうしゅう）
〈皇国〉北東領をなす大島。かつては〈皇国〉有数の豊かさを誇る土地であったが、それまで内地からの輸入に頼っていた食料の自活が可能になったため皇紀五二十年東洲公目加田英直による乱が勃発した。その豊かさに目を付けた全国の将家が軍を派遣、戦火は東洲全土へと拡大し、東洲勢は早晩に崩壊。敗残兵による略奪・蛮行が横行し、豊かな東洲に目をつけていた将家と執政府には戦災復興という重い負担が圧し掛かった。本編の主人公新城直衛の出身地（東洲放浪前の記憶がないため定かではない）である。現在は安東家の領土。

軍事
〈皇国〉軍は大きく陸軍（20万名）・近衛（1万5千名）・水軍（40隻+徴用船舶）からなる。兵制は徴兵制による国民軍ではあるが、長く続く将家支配と本格的な対外戦争の経験がないため士気と錬度は決して高くない。各将家には、将兵あるいは部隊を供与する義務があり、軍の将校には将家や将家領民出身の者が多いが、衆民にも門戸が開かれている。
近衛はさらに近衛禁士隊（ナイツ）と近衛衆兵（シヴィル）に分けられるが、禁士隊は将家出身者で固められ、衆兵は衆民の志願者から編成されるが、弱兵として有名である。
近衛および水軍は執政府直属とされているが、高級士官の多くは将家出身者に占められている。
陸軍と近衛において少将以上の希望者には両性具有者が個人副官として配属され、多くの場合は直属上官の愛人として扱われるが、両性具有者からは同じ両性具有者しか生まれないため、将家出身の将校の副官だからといって継承問題などは起きない。なお、新城は近衛少佐の時点で冴香を与えられたが、これは例外と思われる。
伝統的理由で兵站を充実させている。
陸軍
陸軍の平時の最大編成単位は鎮台であり、〈皇国〉各地にこの鎮台を置れ、鎮台の名称は置かれた洲に由来する。五将家の領地に置かれた鎮台は各将家の当主やそれに連なる者が司令官を勤める。戦時は鎮台が軍へ改編される他、各地の鎮台から抽出された部隊や軍監本部直属の部隊をもとにした集成軍が編成される。
戦時は軍の部隊の編成は、銃兵・騎兵・砲兵の三兵協同（諸兵科聯合）が通常とられるが、平時は反乱の防止並びにその際の対処と平時の訓練と兵站の効率化のため諸部隊は単独兵科で編成されることが多い。
剣虎兵 (サーベルタイガーズ)
皇国の〈主力戦闘獣〉剣牙虎(愛称: 猫)を装備する皇国独自の兵科。上述したように飼育可能な猛獣としての剣牙虎の特性に着目して創設された兵科。諸将家時代には導術と同様に剣牙虎を軍事的に利用していた時期も存在するが、導術と違い一部で運用されていただけで大々的に利用されるようになったのは近年になってからのことである。歴史の浅い新兵科であることと採用している戦術の違いから、軍の一部にはその能力に懐疑的である。編成の際は兵1猫1の一組で構成される。猫持ち兵数組に銃兵数十人ついて1個小隊を編成する。猫持ち兵には剣虎兵学校で教育を受けて猫と組んだ者、剣虎兵装備部隊で育てられた猫と組んだ者、個人的に飼っている猫を軍隊に持ち込んだ者に分けられる。軍の猫は尻尾を切断することによって、野生猫や持ち込み猫・飼い猫と区別される。猫は建前上、軍隊の装備・兵器として扱われ、俘虜の待遇等は受けられないが、北領戦後は俘虜の待遇の受けられることになる。
捜索剣虎兵編成中隊は諸兵科聯合部隊であるのに対し、鉄虎編成中隊は剣虎兵の単独兵科部隊である。捜索剣虎兵は威力偵察を任務とする部隊でその編成は任務特性上、諸兵科聯合が取られるが、それら不可欠な馬は、猛獣である剣牙虎に対して怯えるということから不足しており、通常馬の牽引が前提である砲も、軽量の騎兵砲であるが人力による牽引をしている。猫を恐れない馬は貴重で、輜重の馬車や橇の牽引などに取られているのが実情である。なお、猫による荷物の運搬牽引は猫の疲労を抑えるため軍規で禁じられている。また本来騎兵が担う機動力は、そのまま猫が負っている。
その機動力とまさに獣じみた戦闘力で突撃戦や突破戦、迂回機動、威力偵察を得意とし、奇襲や逆襲には狂ったような戦果をあげる反面、その機動力ゆえに部隊がバラけやすく、集合・後退に時間がかかりやすく部隊の分断・各個撃破の危険をはらむ。そのため、部隊の指揮連絡には導術が組み込まれている。他部隊と連携がとりにくい性質上、自己完結した独立部隊であることが求められる。整然とした横列の銃兵に対した攻撃は被弾面積の大きさから大きな被害を受けやすく、強力な敵と渡り合う実力を持つがそれにはそれ相応の被害を受ける。

独立捜索剣虎兵第11大隊（どくりつたんさけんこへいだい－だいたい）
北領に配備された剣牙虎装備の独立部隊。新兵科である剣虎兵(サーベルタイガーズ)の事実上の実験部隊。大隊本部、捜索剣虎兵2個中隊・鉄虎1個中隊、本部付きの各支援部隊で構成される。定数は874名/100頭。
六芒郭（ろくぼうかく）
初め皇龍道先の位置へ築城される予定であったが五将家の縄張り争いが始まり、玉虫色の決着をみた。その結果、場所は孤立してしまった場合軍事的な価値がほとんど消滅する位置。規模は〈皇国〉の内の要塞としてはそこそこのものとなった。要塞の築城様式は稜堡式。堡は六角星型。中心に本郭があり、その周辺へ六つの堡塁（突角堡）を突きだす。本郭と突角堡とは水堀に架けられた通行橋によりつながっている。皇紀五五五年に築城が開始されたが、問題がいくつも噴出し築城工事が混乱した。いまだ南突角堡の工事未了のまま皇紀五六八年、〈帝国〉東方辺境鎮定軍主力27万を新城支隊約9000名が迎え打つこととなった。撤退中に接収（拾った又は虎で脅して部隊ごと連れ込んだ）砲で恐ろしい火力を有する要塞となる。脱出の際新城支隊の手によって完全に爆砕された。
新城支隊（しんじょうしたい）
部隊規模は増強旅団程度（約9,000名）平時の一個鎮台に匹敵する。敗兵を寄せ集めただけにすぎないが単純で明確な命令（攻撃と撤退のみ）により〈帝国〉本領軍相手にまったく劣るところがなかった。衆民には、〈皇国〉中の精鋭を集めた部隊と勘違いされる。
駒洲軍
〈皇国〉陸軍最精鋭の部隊。総数は4万名に迫り、諸将時代の気質をもっとも濃く伝えている軍である。参謀団のほぼ全員が駒城家家臣団、駒洲領民の出身であり駒城保胤中将が総司令官を務める。駒洲軍は〈大協約〉世界史上、もっとも整備された命令系統を持っているが、運用思想の未発展により司令部に機能が集中しすぎており導術化された指揮系統が硬直している。
水軍
もとは初代皇主明英帝の東海列洲上陸から続く由緒ある存在だったが諸将家時代の原因となった内紛によって水軍の長であった将家が滅亡したため一度断絶する。その後、五将家が各自で所有していた水軍を、〈皇国〉再統一に伴い、皇室に献上したため復活した。その成立の過程で、いわゆる海賊衆も取り込んだため、そこから由来する伝統が存在する。
海洋国家〈皇国〉を色濃く反映する商船隊を背景に、優秀な船乗りと造船技術を持ち合わせている。例として、大協約世界で先駆けて実用化した熱水機関搭載巡洋艦が挙げられる。規模は〈帝国〉水軍に及ばないものの、徴用に耐えうる優秀な商船と私掠制度による私掠船、有力な建艦能力によって単純には比較できない。
独特の兵科として龍兵(ドラグーン)を編制し、それらを運用する独自の艦種として龍巣巡洋艦(ドラゴンクルーザー)を保有する。さらに龍兵の運用に最適化した龍巣母艦(ネスト・キャリアー)を建造中である。
東海洋艦隊
東洲を根拠地としている艦隊、旗艦は特等戦列艦〈霊峰〉。五将家の―とりわけ守原家の影響力が強く士官は有力将家出身者が多数を占めている。
五将家
二十以上の将家が三百年の永きにわたり相争った〈皇国〉の大内乱、諸将時代。これに終止符を打った、安東、西原、駒城、守原、宮野木家は皇室を名目上の主君として連合し、すべての地方勢力をその支配下に組み込み統一国家〈皇国〉を再興した。
駒城（くしろ）
良馬の産地である駒洲・駒走の国（こましりのくに）を抑えて将家になった。将家のなかでは現実主義的で衆民に近い家風を持つ。現当主は篤胤であるが五将家として有する権力、実務を息子の保胤にほとんど任せている。現在、謀略で篤胤 政略で保胤 軍略で直衛の体制で力をもつ。
守原（もりはら）
上護（かみもり）、下護（しももり）、守背（もりせ）という皇都に近い三国を支配してきた。五将家の中でも特に貴族的な思想の家。しかし近年は北領における独占的権益だけが守原家の財政基盤となっていた。現当主である長康は病に臥せっており弟の英康が代行を務めている。
安東（あんどう）
家産は滅茶苦茶だったが、現当主光貞の奥方のおかげで家格を維持してきた。東洲を押さえており女性の発言力が強い家である。守原と手を組み「義挙」を企む。
西原（さいばら）
西領にある西洲・西原を抑えている将家。当主である西原信英（篤胤とは特志幼年学校からの間柄）はすでに隠居同然で、家は嫡男の信置が切り回しているが変人として有名。
宮野木（みやのぎ）
背洲公を授けられている家。現当主は和麿であるが篤胤により政界からは追い出されている。

#### 〈帝国〉
〈皇国〉より北にあるツァルラント大陸の大半を支配する大国。1000年近い歴史を持ち、何度かの王朝交代を経て拡大してきた。東方辺境領には副帝が置かれている。紋章は三ツ首龍。〈皇国〉に対する貿易赤字が元で東方辺境領を中心に経済的・政治的混乱が広がりつつあり、それを解消するために〈皇国〉侵攻が決せられた。
経済
巨大な帝国領土の経済は、わずか20人ほどの大商人がそのすべてを支配している。農奴制、大商人支配がいまだに維持されている封建制である。東方辺境領の経済は極めて政治的な判断から独自経済を弱体なままにとどめておかれている。
領土
西方諸侯領
ツァルラント大陸西部にあたる〈帝国〉領の一つ。“西方への拡大”と称される侵略で皇紀前二〇〇年頃には後の西方諸侯領ほとんどすべてが〈帝国〉の版図へ組み込まれた。しかし、その諸勢力―ツァルラント西端北部諸部族、アスローン諸王国、南冥民族国家群―の強力な抵抗が原因で侵略は停滞している（皇国との戦争中に再びアスローンと戦争が始まる）。
本土

東方辺境領
“東方への猛撃”と呼ばれた侵略で新たに〈帝国〉領となった。皇紀前八二年から100年と経たずにツァルラント大陸東部の過半を蹂躙し、現在は〈帝国〉副帝家であるユーリアが支配している。

#### アスローン諸王国
ツァルラント大陸西南のアスローン大半島を支配する国家群。諸王国のうち最強国の王が大王として統治にあたる。酒や衣服、船の建材を輸出している。

#### 南冥民族国家群
ツァルラント大陸の西南端と接する冥州大陸を支配する国。かつては磐（ばん）、現在は凱（がい）と自称している。

## 漫画版
『ウルトラジャンプ』（集英社）2004年7月号から2007年10月号連載。漫画は伊藤悠による。2005年度（平成17年度：第9回）及び2006年度（平成18年度：第10回）文化庁メディア芸術祭マンガ部門審査委員会推奨作品。2008年マンガ大賞にノミネートされ、35Ptを獲得（順位でいうと7位）。
天狼会戦から皇国帰還までが描かれ、「諸事情」により終了という形になっている。2018年3月6日に漫画版の増版と電子書籍化は行わないことが公にされた。これは佐藤の遺族の意向によるものとされ、絶版となった。
塩山紀生による小説版の設定画では読者層を意識してか、新城は作中での表現にややそぐわない、いかにも軍人然とした筋肉質の偉丈夫として描かれている。また、他の人物も同様に個性を誇張した描き方をされている一方、伊藤悠による漫画版では「三白眼をした一見臆病者のような顔に小柄な体格」と、ほぼ原作小説の表現に忠実な姿で描かれている。
なお、作画の伊藤悠に加え、担当編集者も「井藤」という偶然から、巻末のあとがきにおいて、自画像として伊藤少佐の姿絵を使用していた。

### 既刊
ヤングジャンプコミックスウルトラより
- 皇国の守護者 1 ISBN 4088767624
- 皇国の守護者 2 ISBN 4088768612
- 皇国の守護者 3 ISBN 4088770773
- 皇国の守護者 4 ISBN 4088771796
- 皇国の守護者 5 ISBN 4088773578